# Benjamin Rondeau
Benjamin Rondeau (ur. 1 października 1983 w Verdun) – francuski wioślarz, brązowy medalista w wioślarskiej czwórce bez sternika podczas Letnich Igrzysk Olimpijskich w Pekinie.

## Osiągnięcia
- Mistrzostwa Świata – Eton 2006 – czwórka bez sternika – 6. miejsce[1].
- Mistrzostwa Świata – Monachium 2007 – czwórka bez sternika – 6. miejsce[1].
- Igrzyska Olimpijskie – Pekin 2008 – czwórka bez sternika – 3. miejsce[1].
- Mistrzostwa Europy – Ateny 2008 – ósemka – 1. miejsce[2].
- Mistrzostwa Świata – Poznań 2009 – czwórka bez sternika – 5. miejsce[2].
- Mistrzostwa Europy – Brześć 2009 – ósemka – 3. miejsce[2].